# Hans Eijkenaar
Hans Eijkenaar (Schiedam, 18 juli 1963) is een Nederlandse drummer, daarnaast speelt hij ook percussie, piano, vibrafoon en klassiek. slagwerk Hij is ook actief als arrangeur, componist en producer.

## Biografie
Eijkenaar begon op z'n twaalfde met drummen en volgde lessen bij klassiek slagwerker Toon Oomen, die hem in contact bracht met de jazz. Hierna volgde een opleiding op het conservatorium in Rotterdam, waar hij na een jaar weer stopte wegens een inmiddels overvolle agenda.
Na een aantal jaren toeren met diverse jazzbands, volgde via het studiowerk de pop en rock.
Hij heeft diverse artiesten begeleid zoals Candy Dulfer, Robby Valentine, Trijntje Oosterhuis, Rob de Nijs, Hans de Booij, René Froger, Herman Brood, Thijs van Leer, Toots Thielemans en Anouk.
Hij maakte rond 2011 deel uit van de Nederlandse band Kayak, vertrok vervolgens weer, maar trad in december 2018 weer toe nadat de toenmalige drummer en Kayak uit elkaar gingen. Er stonden nog concerten gepland  ter promotie van het album Seventeen. Eijkenaar bleef lid tot het laatste concert van de band in 2022.

## Discografie
- 1986  - Rob de Nijs - Vrije val
- 1987 - Hans de Booij - Ca va bien?
- 1987 - Piet Veerman - Piet Veerman
- 1989 - Nadieh - No Way Back
- 1990 - Angela & The Rude - Young Souls
- 1992 - Piet Veerman - In between
- 1992 - Angela & The Rude - Walking on Water
- 1992 - Robby Valentine - Robby Valentine
- 1993 - Piet Veerman - Best of...
- 1993 - Robby Valentine - The Magic Infinity
- 1993 - Rob de Nijs - Tussen jou en mij
- 1993 - Candy Dulfer - I Can't Make You Love Me
- 1994 - Hans Dulfer - Big Boy
- 1994 - Piet Veerman - My heart and soul
- 1995 - Ellen ten Damme - Sexreligion
- 1995 - Ellen ten Damme - Kill Your Darlings
- 1995 - Hans Dulfer - Hyperbeat
- 1995 - Patricia Paay - Time of My Life
- 1995 - Piet Veerman - Dreams (To remember)
- 1995 - Ellen ten Damme - I Love You
- 1996 - Jetland - Flowers for Wendy
- 1996 - Kinderen voor Kinderen - Kinderen voor Kinderen 17
- 1996 - Valensia - Valensia II
- 1996 - Gordon - Omdat ik zo van je hou
- 1997 - Gordon - Nu het zover is
- 1997 - René Froger - Home Again
- 1997 - Paul de Leeuw - Lief
- 1997 - Anouk - Together Alone
- 1998 - Total Touch - This Way
- 1998 - Harry Sacksioni - Oorsprong
- 1998 - Trijntje Oosterhuis - Vlieg met me mee
- 1998 - Hans Dulfer - Dulfer Live
- 1998 - Ben Cramer - Grease and Others
- 1999 - Ruth Jacott - Kruimeltje
- 1999 - André van Duin - Recht uit het hart
- 1999 - Henk Westbroek - De hemel
- 1999 - Michiel Borstlap - Body Acoustic
- 1999 - The Dolphins - Out in the Rain
- 1999 - Anouk - Urban Solitude
- 2000 - Kane - As Long As You Want This
- 2000 - Wolter Kroes - Niemand anders
- 2001 - Meg - My Kitchen
- 2001 - K-otic - No Perfect World
- 2001 - Twarres - Stream
- 2001 - Laura Fygi - Midnight Stroll
- 2001 - René Froger - Internal Affairs: The Dirty Details
- 2002 - Edsilia Rombley - Gotta Let Me Go
- 2002 - Anouk - Graduated Fool
- 2003 - Trijntje Oosterhuis - Trijntje Oosterhuis
- 2004 - Trijntje Oosterhuis - A Thousand Days: Live and Unplugged
- 2004 - Anouk - Hotel New York
- 2005 - Bastiaan Ragas - outRagas
- 2005 - Flaming June - So This Is Heaven
- 2006 - Flaming June - Does It Really
- 2010 - Pierre
- 2011 - Kayak - Anywhere but Here